# Chen Yuhang
Chen Yu-hang (chino tradicional: 陳雨航, chino simplificado: 陈雨航, pinyin: Chén Yǔháng, Wade-Giles: Ch'en Yü-hang) (Distrito de Hualien, Taiwán, 5 de enero de 1949-) es un escritor taiwanés sinófono contemporáneo. 
Pertenece a la etnia hakka y su ascendencia es originaria del distrito de Meinong, en Kaohsiung. 
Ha trabajado como editor y editor jefe en publicaciones como China Times. En 1992, junto con el editor Su Shih-p’ing, fundó la editorial Rye Field Publishing, en la que ejerce como director editorial.
Sus obras más representativas son Galopando hacia el bosque (《策馬入林》, publicada en 1976) y Guía de la vida en un pueblo (《小鎮生活指南》, 2012).

## Formación académica
Posee un máster en Artes por la Universidad de Cultura China y un grado en Historia por la Universidad Normal Nacional de Taiwán.  

## Obra

### Relato corto (colecciones)
- Galopando hacia el bosque (策馬入林 / 策马入林, Cè mǎ rù lín),[4] Editorial Erya, 1985. Adaptada al cine con el mismo título (en inglés, Run Away) por el director taiwanés Wang Toon.

- El mejor magistrado bajo el Cielo (天下第一捕快 / 天下第一捕快, Tiānxià dìyī bǔkuài),[5] 1993.

### Novela
- Guía de la vida en un pueblo (小鎮生活指南 / 小镇生活指南, Xiǎozhèn shēnghuó zhǐnán), Rye Field Publishing, 2012.

### Prosa
- El paisaje de los días (日子的風景 / 日子的风景, rìzi de fēngjǐng), Marco Polo, 2015.
- Días en una pequeña aldea (小村日和 / 小村日和, Xiǎocūn rìhé), Chiu Ko Publishing, 2016.